# Coupe d'Europe de ski alpin 2001-2002
Navigation
Édition précédente Édition suivante
La Coupe d'Europe de ski alpin 2001-2002 est la 31e édition de la Coupe d'Europe de ski alpin, compétition de ski alpin organisée annuellement par la Fédération internationale de ski. Elle se déroule du 29 novembre 2001 au 16 mars 2002 dans vingt-huit stations européennes réparties dans neuf pays. Ce sont l'Allemande Maria Riesch et l'Autrichien Martin Marinac qui remportent les classements généraux.

## Déroulement de la saison
La saison débute par un slalom géant à Levi le 29 novembre 2001 pour les femmes et un slalom à Val-Thorens le 3 décembre pour les hommes. Elle comporte, après annulations et reports, dix-huit étapes masculines et quinze étapes féminines réparties dans neuf pays. Les finales ont lieu du 11 au 16 mars 2002 dans les stations française de La Clusaz (pour les épreuves de vitesse) et du Grand-Bornand (pour les épreuves techniques). Une épreuve parallèle par équipe est également prévue au Grand Bornand à l'occasion des finales, mais elle n'a finalement pas lieu.
Chez les dames la polyvalente Allemande Maria Riesch remporte le gros globe avec une très grosse avance, 1498 points contre 814 pour sa dauphine, l'Autrichienne Kathrin Wilhelm (de). Elle construit ce succès en remportant le classement de descente et en se hissant dans le top 10 de ceux de super G, slalom géant et slalom. Elle monte également sur des podiums dans les quatre disciplines au cours de la saison. Chez les hommes c'est le spécialiste des épreuves techniques Autrichien Martin Marinac, par ailleurs vainqueur du classement de géant et troisième de celui de slalom, qui s'impose mais avec un total de points (835) et une avance (98 points) nettement moins important que Maria Riesch. 

### Saison des messieurs
| \| Levi \| Sites des compétitions en Europe (hors des Alpes) |
| Levi                                                         |

| \| Val Thorens Damüls Obereggen Pozza di Fassa Saalbach Kranjska Gora Tarvisio Oberjoch Mellau Saas-Fee St-Moritz Sappada Zoldo Alto Sella Nevea San Martino di Castrozza Tignes La Clusaz Grand Bornand \| Les sites des compétitions situés dans les Alpes |
| Val Thorens Damüls Obereggen Pozza di Fassa Saalbach Kranjska Gora Tarvisio Oberjoch Mellau Saas-Fee St-Moritz Sappada Zoldo Alto Sella Nevea San Martino di Castrozza Tignes La Clusaz Grand Bornand                                                        |

### Saison des dames
| \| Levi Åre Ål Abetone \| Sites des compétitions en Europe (hors des Alpes) |
| Levi Åre Ål Abetone                                                         |

| \| Tignes Arosa Sankt Sebastian Altenmarkt im Pongau Rogla Lenggries Tarvisio Sella Nevea Bad Hofgastein Lenzerheide La Clusaz Grand Bornand \| Les sites des compétitions situés dans les Alpes |
| Tignes Arosa Sankt Sebastian Altenmarkt im Pongau Rogla Lenggries Tarvisio Sella Nevea Bad Hofgastein Lenzerheide La Clusaz Grand Bornand                                                        |

## Classement général
Les vainqueurs des classements généraux sont l'Allemande Maria Riesch, skieuse polyvalente, et l'Autrichien Martin Marinac spécialiste des épreuves techniques. Chez les femmes Maria Riesch écrase la concurrence. Elle remporte le petit globe de descente et est présente dans le top dix des trois autres. Elle remporte cinq courses, monte huit fois sur le podium, au moins une fois dans chacune des quatre disciplines. Chez les hommes Martin Marinac remporte le globe de slalom géant et finit troisième de celui de slalom. Il domine son compatriote Stephan Görgl et l'Italien Michael Gufler, seul skieur non Autrichien du top huit européen de la saison.
| Rang | Nom                   | Points | Victoire(s) | Podium(s) |
| ---- | --------------------- | ------ | ----------- | --------- |
| 1    | Martin Marinac        | 835    |             | 7         |
| 2    | Stephan Görgl         | 737    | 5           | 6         |
| 3    | Michael Gufler        | 634    | 2           | 2         |
| 4    | Hannes Reichelt       | 602    | 1           | 3         |
| 5    | Andreas Buder         | 576    | 2           | 4         |
| 6    | Thomas Graggaber (de) | 523    | 2           | 3         |
| 7    | Christoph Alster (de) | 510    |             |           |
| 8    | Matthias Lanzinger    | 497    |             | 4         |
| 9    | Mitja Dragšič         | 486    | 3           | 5         |
| 10   | Stéphane Tissot       | 472    | 1           | 5         |

| Rang | Nom                  | Points | Victoire(s) | Podium(s) |
| ---- | -------------------- | ------ | ----------- | --------- |
| 1    | Maria Riesch         | 1498   | 5           | 8         |
| 2    | Kathrin Wilhelm (de) | 814    | 1           | 7         |
| 3    | Katja Wirth          | 656    | 1           | 5         |
| 4    | Nicole Hosp          | 655    | 1           | 5         |
| 5    | Petra Knor (it)      | 522    | 1           | 6         |
| 6    | Karin Blaser         | 504    | 1           | 4         |
| 7    | Martina Lechner (de) | 490    |             | 2         |
| 8    | Tamara Müller (de)   | 463    | 2           | 3         |
| 9    | Michaela Kofler (de) | 437    |             | 1         |
| 10   | Martina Schild       | 427    | 2           | 2         |

## Classements de chaque discipline
Les noms en gras remportent les titres des disciplines.

### Descente
Les vainqueurs des classements de descente sont l'Allemande Maria Riesch et l'Autrichien Andreas Buder. Chez les femmes la vice-championne du monde junior en titre, l'Autrichienne Maria Holaus, réussi un excellent début de saison avec deux victoires en deux courses, ses premières en coupe d'Europe, avant de se blesser gravement au genou droitet de mettre un terme prématuré à sa saison. C'est Maria Riesch qui remporte les trois suivantes, et le globe de la spécialité. Chez les hommes trois skieurs, trois Autrichiens, remportent deux courses : Andreas Buder, Thomas Graggaber (de) et Norbert Holzknecht (de). Mais Buder est le plus régulier de la saison (six fois qur huit dans les six meilleurs, seizième comme plus mauvais résultat) et remporte nettement le classement.
| Rang | Nom                     | Points | Victoire(s) | Podium(s) |
| ---- | ----------------------- | ------ | ----------- | --------- |
| 1    | Andreas Buder           | 576    | 2           | 4         |
| 2    | Thomas Graggaber (de)   | 383    | 2           | 3         |
| 3    | Daniel Züger (de)       | 358    | 1           | 3         |
| 4    | Hannes Reichelt         | 284    |             | 1         |
| 5    | Patrick Staudacher      | 278    |             | 3         |
| 6    | Matteo Berbenni (it)    | 241    |             | 1         |
| 7    | Josef Schild (de)       | 226    |             | 2         |
| 8    | Lorenzo Galli (it)      | 218    |             |           |
| 9    | Norbert Holzknecht (de) | 200    | 2           | 2         |
| 10   | Georg Streitberger      | 179    |             | 1         |

| Rang | Nom                    | Points | Victoire(s) | Podium(s) |
| ---- | ---------------------- | ------ | ----------- | --------- |
| 1    | Maria Riesch           | 410    | 3           | 4         |
| 2    | Kathrin Wilhelm (de)   | 347    |             | 3         |
| 3    | Katja Wirth            | 310    |             | 1         |
| 4    | Karin Blaser           | 271    |             | 2         |
| 5    | Tamara Müller (de)     | 234    |             | 2         |
| 6    | Maria Holaus           | 200    | 2           | 2         |
| 7    | Astrid Vierthaler (de) | 177    |             | 1         |
| 7    | Ella Alpiger           | 177    |             | 1         |
| 9    | Martina Schild         | 172    |             |           |
| 10   | 155                    |        |             |           |

### Super G
Les vainqueurs des classements de super G sont l'Autrichienne Katja Wirth et le Français Freddy Rech. Chez les femmes la Suisse Martina Schild remporte les deux premières manches de la saison mais les Autrichiennes Katja Wirth et Kathrin Wilhelm (de) sont plus régulières (quatre podiums dont une victoire chacune) et la devance (dans cet ordre) sur le podium final. Chez les hommes l'Autrichien Stephan Görgl est le seul à remporter deux des six courses, mais comme chez les femmes ça ne lui suffis pas pour remporter le classement de la spécialité dont le podium est serré et dont il occupe la troisième place avec neuf points de retard sur son compatriote Hannes Reichelt et vingt-quatre sur Freddy Rech.
| Rang | Nom                     | Points | Victoire(s) | Podium(s) |
| ---- | ----------------------- | ------ | ----------- | --------- |
| 1    | Freddy Rech             | 289    | 1           | 3         |
| 2    | Hannes Reichelt         | 274    | 1           | 2         |
| 3    | Stephan Görgl           | 265    | 2           | 2         |
| 4    | Konrad Hari             | 228    |             | 1         |
| 5    | Norbert Holzknecht (de) | 225    |             | 3         |
| 6    | Christoph Alster (de)   | 192    |             |           |
| 7    | Michael Gufler          | 180    |             |           |
| 8    | Thomas Graggaber (de)   | 137    |             |           |
| 9    | Patrick Staudacher      | 122    |             | 1         |
| 10   | Christophe Saioni       | 120    |             | 1         |

| Rang | Nom                  | Points | Victoire(s) | Podium(s) |
| ---- | -------------------- | ------ | ----------- | --------- |
| 1    | Katja Wirth          | 429    | 1           | 4         |
| 2    | Kathrin Wilhelm (de) | 404    | 1           | '4"'      |
| 3    | Martina Schild       | 285    | 2           | 2         |
| 4    | Karin Blaser         | 260    | 1           | 2         |
| 5    | Martina Lechner (de) | 256    |             | 1         |
| 6    | Tamara Müller (de)   | 254    | 1           | 1         |
| 7    | Maria Riesch         | 251    |             | 1         |
| 8    | Andrea Felber (de)   | 244    |             | 1         |
| 9    | Ingrid Rumpfhuber    | 222    | 1           | 1         |
| 10   | Michaela Kofler (de) | 169    |             |           |

### Géant
Les vainqueurs des classements de slalom géant sont les Autrichiens Elisabeth Görgl et Hannes Reichelt. Chez les femmes Görgl réussi à monter sur sept podiums en dix courses, dont trois victoires, et devance deux Suisses : Fabienne Suter (trois victoires également) et Lilian Kummer. Chez les hommes le podium final est cent pour cent autrichien puisqu'avec cinq podiums et trois victoires il devance Patrick Bechter (une victoire) et Stephan Görgl (trois victoires). À noter que le norvégien Aksel Lund Svindal remporte, en plus du géant de Saas-Fee, le « KO géant » de San Vigilio di Marebbe qui n'est pas comptabilisé dans le classement de la spécialité.
| Rang | Nom                   | Points | Victoire(s) | Podium(s) |
| ---- | --------------------- | ------ | ----------- | --------- |
| 1    | Martin Marinac        | 443    |             | 5         |
| 2    | Stephan Görgl         | 419    | 3           | 4         |
| 3    | Michael Gufler        | 417    | 2           | 2         |
| 4    | Hannes Reiter (de)    | 411    | 1           | 3         |
| 5    | Gauthier de Tessières | 371    | 1           | 3         |
| 6    | Matthias Lanzinger    | 338    | 1           | 3         |
| 7    | Alexander Ploner      | 306    | 1           | 2         |
| 8    | Andrej Filickin (it)  | 267    |             |           |
| 9    | Tobias Grünenfelder   | 259    | 1           | 2         |
| 10   | Christoph Alster (de) | 258    |             |           |

| Rang | Nom                     | Points | Victoire(s) | Podium(s) |
| ---- | ----------------------- | ------ | ----------- | --------- |
| 1    | Britt Janyk             | 371    | 2           | 3         |
| 2    | Nicole Hosp             | 367    | 1           | 3         |
| 3    | Andrine Flemmen         | 360    | 2           | 4         |
| 4    | Petra Knor (it)         | 324    |             | 3         |
| 5    | Martina Lechner (de)    | 298    |             | 1         |
| 6    | Kristine Heggelund (it) | 279    |             | 2         |
| 7    | Michaela Kofler (de)    | 259    |             |           |
| 8    | Elisabeth Görgl         | 243    |             | 2         |
| 9    | Maria Riesch            | 231    | 1           | 1         |
| 10   | Fränzi Aufdenblatten    | 226    | 2           | 2         |

### Slalom
Les vainqueurs des classements de slalom sont la Norvégienne Line Viken (it) et le Français Stéphane Tissot.
Trois skieuses remportent deux victoires chacune : la Finlandaise Tanja Poutiainen remporte les deux premières courses, la Suisse Corina Grünenfelder les deux suivantes et la Norvégienne Line Viken deux slaloms plus tard dans la saison. Si c'est cette dernière qui remporte le titre, les deux autres ne sont pas sur le podium final, devancée par la Slovaque Veronika Zuzulová (trois podiums dont une victoire et à seulement quatre point de Viken et son titre) et l'Autrichienne Petra Knor (it) (trois podiums dont une victoire également). Chez les hommes le Slovène Mitja Dragšič remporte trois slalom (plus une seconde place), mais est devancé au classement par le Français Stéphane Tissot, son unique victoire mais ses cinq podiums. Le Suisse Silvan Zurbriggen complète ce podium.
| Rang | Nom                | Points | Victoire(s) | Podium(s) |
| ---- | ------------------ | ------ | ----------- | --------- |
| 1    | Stéphane Tissot    | 472    | 1           | 5         |
| 2    | Mitja Dragšič      | 402    | 3           | 4         |
| 3    | Martin Marinac     | 392    |             | 2         |
| 4    | Silvan Zurbriggen  | 382    | 2           | 3         |
| 5    | Pierre Egger (it)  | 305    | 1           | 2         |
| 6    | Richard Gravier    | 263    | 1           | 1         |
| 7    | Hannes Paul Schmid | 240    |             | 2         |
| 8    | Daniel Defago      | 235    |             |           |
| 9    | Mika Marila        | 234    |             |           |
| 10   | Mitja Valenčič     | 194    |             |           |

| Rang | Nom                  | Points | Victoire(s) | Podium(s) |
| ---- | -------------------- | ------ | ----------- | --------- |
| 1    | Line Viken (it)      | 450    | 2           | 3         |
| 2    | Veronika Zuzulová    | 446    | 1           | 3         |
| 3    | Petra Knor (it)      | 377    | 1           | 3         |
| 4    | Nicole Hosp          | 344    |             | 2         |
| 5    | Karin Truppe (it)    | 337    |             | 2         |
| 6    | Corina Grünenfelder  | 305    | 3           |           |
| 7    | Henna Raita          | 260    | 1           | 2         |
| 8    | Maria Riesch         | 252    | 1           | 2         |
| 9    | Maia Barmettler (de) | 249    | 1           | 1         |
| 10   | Lisa Bremseth (it)   | 246    |             | 1         |

## Calendrier et résultats

### Messieurs
| N°      | Lieu                     | Date             | Épreuve   | Vainqueur               | Deuxième              | Troisième                         |
| ------- | ------------------------ | ---------------- | --------- | ----------------------- | --------------------- | --------------------------------- |
| 1       | Val-Thorens              | 3 décembre 2001  | Slalom,   | Pierre Egger (it)       | Mitja Dragšič         | Cristian Javier Simari Birkner    |
| 2       | Val-Thorens              | 4 décembre 2001  | Slalom,   | Manfred Pranger         | Sébastien Amiez       | Hannes Paul Schmid                |
| 3       | Damüls                   | 8 décembre 2001  | Géant     | Michael Gufler          | Mitja Dragšič         | Manfred Pranger                   |
| 4       | Damüls                   | 9 décembre 2001  | Géant     | Michael Gufler          | Andrej Filickin (it)  | Martin Marinac Matthias Lanzinger |
| 5       | Obereggen                | 14 décembre 2001 | Slalom    | Mitja Dragšič           | Stéphane Tissot       | Tom Rothrock (en)                 |
| 6       | Pozza di Fassa           | 15 décembre 2001 | Slalom    | Mitja Dragšič           | Kurt Engl             | Stéphane Tissot                   |
| 7       | Saalbach-Hinterglemm     | 19 décembre 2001 | Descente  | Thomas Graggaber (de)   | Andreas Buder         | Josef Schild (de)                 |
| 8       | Saalbach-Hinterglemm     | 20 décembre 2001 | Descente  | Andreas Buder           | Patrick Staudacher    | Marco Sullivan                    |
| 9       | Saalbach-Hinterglemm     | 21 décembre 2001 | Super G   | Fritz Strobl            | Marco Sullivan        | Norbert Holzknecht (de)           |
| 10      | Kranjska Gora            | 7 janvier 2002   | Géant     | Stephan Görgl           | Matthias Lanzinger    | Hannes Reiter (de)                |
| 11      | Kranjska Gora            | 8 janvier 2002   | Géant     | Hannes Reiter (de)      | Martin Marinac        | Thomas Vonn (en)                  |
| 12      | Tarvisio                 | 9 janvier 2002   | Super G   | Marco Büchel            | Lasse Paulsen         | Freddy Rech                       |
| 13      | Oberjoch                 | 12 janvier 2002  | Géant     | Stephan Görgl           | Martin Marinac        | Hannes Reiter (de)                |
| 14      | Oberjoch                 | 13 janvier 2002  | Géant     | Stephan Görgl           | Bjarne Solbakken      | Martin Marinac                    |
| 15      | Mellau                   | 15 janvier 2002  | Slalom    | Kilian Albrecht         | Martin Marinac        | Pierre Egger (it)                 |
| 16      | Mellau                   | 16 janvier 2002  | Slalom    | Silvan Zurbriggen       | Markus Larsson        | Kilian Albrecht                   |
| 17      | Saas-Fee                 | 18 janvier 2002  | Géant     | Alexander Ploner        | Gauthier de Tessières | Tobias Grünenfelder               |
| 18      | Saas-Fee                 | 19 janvier 2002  | Géant     | Tobias Grünenfelder     | Martin Marinac        | Gauthier de Tessières             |
| 19      | Saint-Moritz             | 25 janvier 2002  | Descente  | Peter Fill              | Georg Streitberger    | Patrick Staudacher                |
| 20      | Tarvisio                 | 6 février 2002   | Descente, | Andreas Buder           | Daniel Züger (de)     | Thomas Graggaber (de)             |
| 21      | Tarvisio                 | 8 février 2002   | Descente, | Daniel Züger (de)       | Matteo Berbenni (it)  | Hans Grugger                      |
| 22      | Sappada                  | 10 février 2002  | Slalom    | Richard Gravier         | Stéphane Tissot       | Martin Marinac                    |
| 23      | Sappada                  | 11 février 2002  | Slalom    | Stéphane Tissot         | Silvan Zurbriggen     | Hannes Paul Schmid                |
| 24      | Zoldo Alto               | 10 février 2002  | Slalom    | Silvan Zurbriggen       | Stéphane Tissot       | Kevin Page                        |
| 25      | Sella Nevea              | 13 février 2002  | Super G   | Stephan Görgl           | Hannes Reichelt       | Norbert Holzknecht (de)           |
| 26      | Sella Nevea              | 14 février 2002  | Super G,  | Stephan Görgl           | Freddy Rech           | Konrad Hari                       |
| 27      | San Martino di Castrozza | 15 février 2002  | Slalom    | Gauthier de Tessières   | Stephan Görgl         | Matthias Lanzinger                |
| 28      | Tignes                   | 5 mars 2002      | Descente, | Norbert Holzknecht (de) | Patrick Staudacher    | Erik Seletto                      |
| 29      | Tignes                   | 7 mars 2002      | Descente, | Norbert Holzknecht (de) | Daniel Züger (de)     | Josef Schild (de)                 |
| 30      | Tignes                   | 7 mars 2002      | Super G,  | Freddy Rech             | Patrick Staudacher    | Matthias Lanzinger                |
| Finales |                          |                  |           |                         |                       |                                   |
| 31      | La Clusaz                | 11 mars 2002     | Super G   | Hannes Reichelt         | Christophe Saioni     | Norbert Holzknecht (de)           |
| 32      | La Clusaz                | 13 mars 2002     | Descente  | Thomas Graggaber (de)   | Hannes Reichelt       | Andreas Buder                     |
| 33      | Le Grand-Bornand         | 15 mars 2002     | Géant     | Patrick Holzer          | Arnold Rieder         | Alexander Ploner                  |
| 34      | Le Grand-Bornand         | 16 mars 2002     | Slalom    | Mitja Dragšič           | Alan Perathoner (it)  | Patrick Bechter Andreas Ertl      |

### Dames
| N°      | Lieu                 | Date             | Épreuve  | Vainqueur            | Deuxième               | Troisième                        |
| ------- | -------------------- | ---------------- | -------- | -------------------- | ---------------------- | -------------------------------- |
| 1       | Levi                 | 29 novembre 2001 | Slalom   | Tanja Poutiainen     | Marlies Schild         | Corina Grünenfelder              |
| 2       | Levi                 | 30 novembre 2001 | Slalom   | Tanja Poutiainen     | Veronika Zuzulová      | Henna Raita                      |
| 3       | Åre                  | 2 décembre 2001  | Slalom   | Corina Grünenfelder  | Line Viken (it)        | Vanessa Vidal                    |
| 4       | Åre                  | 3 décembre 2001  | Slalom   | Corina Grünenfelder  | Ylva Nowén             | Vanessa Vidal                    |
| 5       | Ål                   | 5 décembre 2001  | Géant    | Fränzi Aufdenblatten | Andrine Flemmen        | Petra Knor (it)                  |
| 6       | Ål                   | 5 décembre 2001  | Géant    | Andrine Flemmen      | Lilian Kummer          | Kristine Heggelund (it)          |
| 7       | Tignes               | 11 janvier 2002  | Super G  | Marlies Schild       | Katja Wirth            | Kathrin Wilhelm (de)             |
| 8       | Tignes               | 12 janvier 2002  | Super G  | Marlies Schild       | Martina Lechner (de)   | Silvia Berger                    |
| 9       | Arosa                | 14 janvier 2002  | Géant    | Birgit Heeb          | Martina Lechner (de)   | Kristine Heggelund (it)          |
| 10      | Arosa                | 15 janvier 2002  | Géant    | Fränzi Aufdenblatten | Andrine Flemmen        | Annemarie Gerg                   |
| 11      | Sankt Sebastian      | 17 janvier 2002  | Géant    | Andrine Flemmen      | Petra Knor (it)        | Britt Janyk                      |
| 12      | Sankt Sebastian      | 18 janvier 2002  | Géant    | Britt Janyk          | Erika Dicht (it)       | Nicole Hosp                      |
| 13      | Altenmarkt im Pongau | 20 janvier 2002  | Descente | Maria Holaus         | Katja Wirth            | Kathrin Wilhelm (de)             |
| 14      | Altenmarkt im Pongau | 21 janvier 2002  | Descente | Maria Holaus         | Kathrin Wilhelm (de)   | Michaela Kofler (de)             |
| 15      | Rogla                | 24 janvier 2002  | Slalom   | Henna Raita          | Katja Jossi (it)       | Petra Knor (it)                  |
| 16      | Rogla                | 25 janvier 2002  | Slalom   | Noriyo Hiroi (it)    | Veronika Zuzulová      | Lisa Bremseth (it)               |
| 17      | Lenggries            | 1er février 2002 | Slalom   | Petra Knor (it)      | Nicole Hosp            | Karin Truppe (it)                |
| 18      | Lenggries            | 2 février 2002   | Slalom   | Line Viken (it)      | Maria Riesch           | Maia Barmettler (de)             |
| 19      | Tarvisio             | 5 février 2002   | Descente | Maria Riesch         | Karin Blaser           | Tamara Müller (de)               |
| 20      | Tarvisio             | 6 février 2002   | Descente | Maria Riesch         | Astrid Vierthaler (de) | Isabelle Huber (de) Karin Blaser |
| 21      | Tarvisio             | 7 février 2002   | Super G  | Katja Wirth          | Astrid Vierthaler (de) | Kathrin Wilhelm (de)             |
| 22      | Sella Nevea          | 11 février 2002  | Super G  | Karin Blaser         | Andrea Felber (de)     | Katja Wirth                      |
| 23      | Sella Nevea          | 12 février 2002  | Super G  | Ingrid Rumpfhuber    | Kathrin Wilhelm (de)   | Katja Wirth                      |
| 24      | Abetone              | 14 février 2002  | Géant    | Maria Riesch         | Nicole Hosp            | Eveline Rohregger (de)           |
| 25      | Abetone              | 15 février 2002  | Géant    | Britt Janyk          | Petra Knor (it)        | Elisabeth Görgl                  |
| 26      | Bad Hofgastein       | 17 février 2002  | Slalom   | Maria Riesch         | Karin Truppe (it)      | Petra Knor (it)                  |
| 27      | Bad Hofgastein       | 18 février 2002  | Slalom   | Line Viken (it)      | Eva Walkner (de)       | Isabelle Huber (de)              |
| 28      | Lenzerheide          | 5 mars 2002      | Descente | Maria Riesch         | Kathrin Wilhelm (de)   | Ella Alpiger                     |
| 29      | Lenzerheide          | 5 mars 2002      | Descente | Varvara Zelenskaïa   | Tamara Müller (de)     | Maria Riesch                     |
| 30      | Lenzerheide          | 6 mars 2002      | Super G  | Tamara Müller (de)   | Varvara Zelenskaïa     | Karin Blaser                     |
| Finales |                      |                  |          |                      |                        |                                  |
| 31      | Le Grand-Bornand     | 11 mars 2002     | Géant    | Nicole Hosp          | Elisabeth Görgl        | Denise Karbon                    |
| 32      | Le Grand-Bornand     | 12 mars 2002     | Slalom   | Veronika Zuzulová    | Nicole Hosp            | Henna Raita                      |
| 33      | La Clusaz            | 15 mars 2002     | Descente | Chiara Maj (it)      | Ingrid Jacquemod       | Jenny Owens                      |
| 34      | La Clusaz            | 16 mars 2002     | Super G  | Kathrin Wilhelm (de) | Maria Riesch           | Varvara Zelenskaïa               |